# ادریان کیوان پاسدار
ادریان کیوان پاسدار (به انگلیسی: Adrian Kayvan Pasdar) (زادهٔ ۳۰ آوریل ۱۹۶۵ در پیتزفیلد ماساچوست) هنرپیشه و کارگردان آمریکایی است.

## زندگی‌نامه
ادریان کیوان پاسدار در ۳۰ آوریل ۱۹۶۵ در پیتزفیلد ماساچوست زاده شد.
پدر وی همایون پاسدار جراح قلب ایرانی مادرش رزمری پرستار و نویسندهٔ آلمانی-روسی است.

ادریان دوران کودکی و نوجوانی خود را در پنسیلوانیا گذراند و به فوتبال آمریکایی روی آورد. اما تصادف شدید او را به مدت چند ماه بر روی صندلی چرخدار نشاند و از دنیای ورزش دور کرد. وی سپس به بازیگری روی آورد. اولین نقشش را در فیلم تاپ گان با حضور تام کروز بازی کرد و با بازی در مجموعهٔ تلویزیونی پروفیت به معروفیت رسید. معروف‌ترین کار بازیگری وی، بازی در نقش نیتن پترلی در مجموعهٔ تلویزیونی پربینندهٔ قهرمان‌ها بوده‌است. در سریال قهرمانان، نیتن پترلی سناتور ایالت نیویورک است و دارای «قدرت پرواز» است.
ادریان با ناتالی مِینز، خوانندهٔ گروه دیکسی چیکس ازدواج کرده و دو فرزند به نام‌های جکسون اسلید و بِکِت فین دارد. آدرین پس از سال‌ها زندگی مشترک از ناتالی جدا شد علت جدایی شان را اختلافات خانوادگی اعلام کردند.
از فیلم‌های معروف او می‌توان به بازی در تاریکی نزدیک، درست مانند یک زن و علائم حیاتی و راه کارلیتو اشاره کرد.